# Miss Polonia

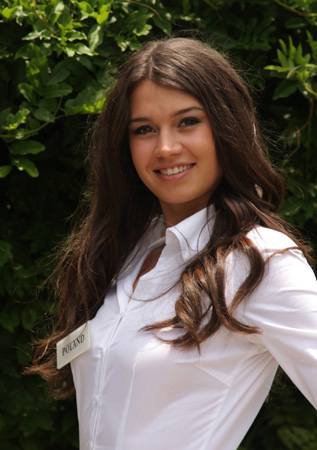
Klaudia Ungerman, Miss Polski 2008

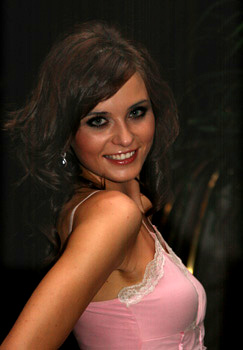
Karolina Zakrzewska, Miss Polski 2007

Miss Polonia este un concurs de frumusețe, care are loc aproape anual în Polonia. La concurs pot participa numai poloneze necăsătorite. Concursul a fost pentru prioma oară organizat în anul 1929 de ziarul "Express Poranny" și "Kurier Czerwony". Câștigătoarea a candidat  pentru titlul de Miss Europe. În perioada războiului mondial și a comunismului a fost o perioadă când n-a mai avut loc concursul. Abia în anul 1983 are loc un concurs, câștigătoarele puteau candida pentru titlurile Miss Universe, Miss International, Miss Europe, Miss Earth și Miss Baltic Sea. În anul 1990 apare încă un concurs numit "Miss Polski" câștigătoarele puteau candida pentru titlurile Miss World și Queen of the World.

## Câștigătoarele concursului
| Anul    | Miss Polonia              | Orașul              |
| ------- | ------------------------- | ------------------- |
| 1929    | Władysława Kostakówna     | Warszawa            |
| 1930    | Zofia Batycka             | Lwów                |
| 1931    | n-a avut loc              | n-a avut loc        |
| 1932    | Zofia Dobrowolska         | Poznań              |
| 1933    | n-a avut loc              | n-a avut loc        |
| 1934    | Maria Żabkiewiczówna      | Wilno               |
| 1935-36 | n-a avut loc              | n-a avut loc        |
| 1937    | Józefa Kaczmarkiewiczówna | ?                   |
| 1938-56 | n-a avut loc              | n-a avut loc        |
| 1957    | Alicja Bobrowska          | Kraków              |
| 1958    | Zuzanna Cembrowska        | Warszawa            |
| 1959-82 | n-a avut loc              | n-a avut loc        |
| 1983    | Lidia Wasiak              | Szczecin            |
| 1984    | Magdalena Jaworska        | Warszawa            |
| 1985    | Katarzyna Zawidzka        | Gorzów Wielkopolski |
| 1986    | Renata Fatla              | Bielsko-Biała       |
| 1987    | Monika Nowosadko          | Kołobrzeg           |
| 1988    | Joanna Gapińska           | Szczecin            |
| 1989    | Aneta Kręglicka           | Gdańsk              |
| 1990    | Joanna Michalska          | Warszawa            |
| 1991    | Karina Wojciechowska      | Mysłowice           |
| 1992    | Ewa Wachowicz             | Klęczany            |
| 1993    | Aleksandra Spieczyńska    | Wrocław             |
| 1994    | Jadwiga Flank             | Bielsko-Biała       |
| 1995    | Ewa Tylecka               | Dzierżoniów         |
| 1996    | Agnieszka Zielińska       | Poznań              |
| 1997    | Roksana Jonek             | Mikołów             |
| 1998    | Izabela Opęchowska        | Biskupiec           |
| 1999    | Marta Kwiecień            | Lublin              |
| 2000    | Justyna Bergmann          | Grudziądz           |
| 2001    | Joanna Drozdowska         | Szczecin            |
| 2002    | Marta Matyjasik           | Zgorzelec           |
| 2003    | Karolina Gorazda          | Kraków              |
| 2004    | Katarzyna Borowicz        | Ostrów Wielkopolski |
| 2005    | Malwina Ratajczak         | Krapkowice          |
| 2006    | Marzena Cieślik           | Wolin               |
| 2007    | Barbara Tatara            | Łódź                |
| 2008    | Angelika Jakubowska       | Lubań               |
| 2009    | Maria Nowakowska          | Legnica             |
| 2010    | Rozalia Mancewicz         | Białystok           |
| 2011    | Marcelina Zawadzka        | Malbork             |
| 2012    | Paulina Krupińska         | Warszawa            |

| Anul | Miss Polski           | Orașul               |
| ---- | --------------------- | -------------------- |
| 1990 | Ewa Szymczak          | Łódź                 |
| 1991 | Agnieszka Kotlarska   | Wrocław              |
| 1992 | Elżbieta Dziech       | Bielsko-Biała        |
| 1993 | Agnieszka Pachałko    | Bydgoszcz            |
| 1994 | Magdalena Lewandowska | Bydgoszcz            |
| 1995 | Sabina Śnioch         | Dąbrowa Górnicza     |
| 1996 | Anna Kowalczyk        | Warszawa             |
| 1997 | Grażyna Domańska      | Wrocław              |
| 1998 | Kamila Wiśniewska     | Poznań               |
| 1999 | Renata Piotrowska     | Toruń                |
| 2000 | Dorota Pikuła         | Wrocław              |
| 2001 | Ewa Wiertel           | Lubania              |
| 2002 | Magda Stanisławska    | Białystok            |
| 2003 | Kaja Kruszyńska       | Frombork             |
| 2004 | Elżbieta Sawerska     | Lublin               |
| 2005 | Renata Nowak          | Bydgoszcz            |
| 2006 | Aleksandra Ogłaza     | Bychawa              |
| 2007 | Karolina Zakrzewska   | Zielona Góra         |
| 2008 | Klaudia Ungerman      | Łobez                |
| 2009 | Anna Jamróz           | Rumia                |
| 2010 | Agata Szewioła        | Żary                 |
| 2011 | Angelika Ogryzek      | Szczecin             |
| 2012 | Katarzyna Krzeszowska | Krynica-Zdrój        |
| 2013 | Ada Sztajerowska      | Piotrków Trybunalski |
| 2014 | Ewa Mielnicka         | Ostrołęka            |
| 2015 | Magdalena Bieńkowska  | Mikołajki            |